# HD 56405
HD 56405，又名BD-15 1734，SAO 152641、HR 2758，是一颗恒星，视星等为5.46，位于銀經229.59，銀緯-1.71，其B1900.0坐标为赤經7h 11m 42.7s，赤緯-15° -1.71′ 31″。